# Aurelio Milani
Aurelio Milani (ur. 14 maja 1934 r. w Desio, zm. 25 listopada 2014 w Mediolanie) – włoski piłkarz, reprezentant kraju.

## Kariera piłkarska
Milani przygodę z futbolem rozpoczął w 1952 w klubie Atalanta. Tam jednak nie zagrał w żadnym spotkaniu i przeniósł się do  grającej w Serie B Fanfulli. W sezonie 1953/54 spadł z drużyną do Serie C. Po rozegraniu kolejnej kampanii na trzecim poziomie rozgrywkowym, przeszedł do AC Monza. Już w pierwszym sezonie został królem strzelców Serie B, strzelając 23 bramki. Przez 2 lata gry w Monzy 64 razy wybiegał na boisko, 37 razy finalizując akcje bramką. 
Sezon 1957/58 spędził w Triestina Calcio, po czym przeniósł się do grającej w Serie A Sampdorii. W Serie A zadebiutował 21 września 1958 w Rzymie w przegranym 1:0 meczu z Lazio. W pierwszym sezonie strzelił 13 bramek. W sezonie 1959/60 doznał kontuzji nogi w meczu z Bolonią, co uniemożliwiło mu grę przez dłuższy czas. 
W 1960 dołączył do Calcio Padova, gdzie sezon zakończył z 18 bramkami na koncie. Nie umknęło to uwadze działaczy Fiorentiny, którzy ściągnęli Milaniego do klubu w 1961. Milani szybko się zaaklimatyzował w nowym klubie, czego dowodem jest, wspólnie z José Altafinim, korona króla strzelców Serie A w sezonie 1961/62 (22 bramki). Także na arenie międzynarodowej ten sezon dla Milaniego i Fiorentiny był owocny w bardzo wyniki sportowe, takie jak dotarcie do finału Pucharu Zdobywców Pucharów. 
Milani w 1963 dołączył do Interu Mediolanu, stając się częścią jednej z najlepszych drużyn w historii tego klubu. Inter wraz z Milanim w składzie dwukrotnie zdobył Puchar Europy w sezonach 1963/64 i 1964/65. Milani w finale z sezonu 1963/64 strzelił w 61. minucie bramkę przeciwko Realowi Madryt. Zdobył także z klubem Puchar Interkontynentalny w 1964 oraz mistrzostwo Włoch w sezonie 1964/65. Zimą 1964 roku Milani został poważnie kontuzjowany w meczu Pucharu Europy z Dinamo Bukareszt, po tym jak został uderzony kolanem w plecy. W wyniku zderzenia jeden z jego kręgów został przemieszczony, co przedwcześnie zakończyło jego karierę na najwyższym poziomie.
W sezonie 1966/67 próbował powrotu do piłki w drużynie Calcio Verbania, jednak na poziomie Serie C zaledwie raz wpisał się na listę strzelców, rozgrywając 8 spotkań. Po tym sezonie definitywnie zakończył karierę piłkarską. 
| Sezon   | Klub             | Kraj   | Rozgrywki | Mecze | Bramki |
| ------- | ---------------- | ------ | --------- | ----- | ------ |
| 1952/53 | Atalanta         | Włochy | Serie A   | 0     | 0      |
| 1953/54 | Fanfulla         | Włochy | Serie B   | 6     | 0      |
| 1954/55 | Fanfulla         | Włochy | Serie C   | 34    | 6      |
| 1955/56 | Monza            | Włochy | Serie B   | 33    | 23     |
| 1956/57 | Monza            | Włochy | Serie B   | 31    | 14     |
| 1957/58 | Triestina Calcio | Włochy | Serie B   | 30    | 17     |
| 1958/59 | Sampdoria        | Włochy | Serie A   | 34    | 13     |
| 1959/60 | Sampdoria        | Włochy | Serie A   | 10    | 1      |
| 1960/61 | Calcio Padova    | Włochy | Serie A   | 33    | 18     |
| 1961/62 | Fiorentina       | Włochy | Serie A   | 33    | 22     |
| 1962/63 | Fiorentina       | Włochy | Serie A   | 18    | 1      |
| 1963/64 | Inter Mediolan   | Włochy | Serie A   | 18    | 7      |
| 1964/65 | Inter Mediolan   | Włochy | Serie A   | 11    | 0      |
| 1966/67 | Calcio Verbania  | Włochy | Serie C   | 8     | 1      |

## Kariera reprezentacyjna
Milani jedyny mecz w reprezentacji zagrał 10 maja 1964 przeciwko reprezentacji Szwajcarii. Mecz zakończył się zwycięstwem Włochów 3:1.
| Mecze i gole w reprezentacji | Mecze i gole w reprezentacji | Mecze i gole w reprezentacji | Mecze i gole w reprezentacji | Mecze i gole w reprezentacji | Mecze i gole w reprezentacji | Mecze i gole w reprezentacji |
| #                            | Data                         | Miasto                       | Przeciwnik                   | Gol                          | Wynik                        | Rozgrywki                    |
| ---------------------------- | ---------------------------- | ---------------------------- | ---------------------------- | ---------------------------- | ---------------------------- | ---------------------------- |
| 1.                           | 10.05.1964                   | Lozanna                      | Szwajcaria                   |                              | 3:1                          | towarzyski                   |

## Sukcesy
Monza
- Król strzelców Serie B (1): 1955/56 (23 bramki)

ACF Fiorentina
- Finał Pucharu Zdobywców Pucharów (1): 1961/62
- Król strzelców Serie A (1): 1961/62 (22 bramki)

Inter Mediolan
- Mistrzostwo Włoch (1): 1964/65
- Puchar Europy (2): 1963/64, 1964/65
- Puchar Interkontynentalny (1): 1964